# Ducat de la Pulla i Calàbria

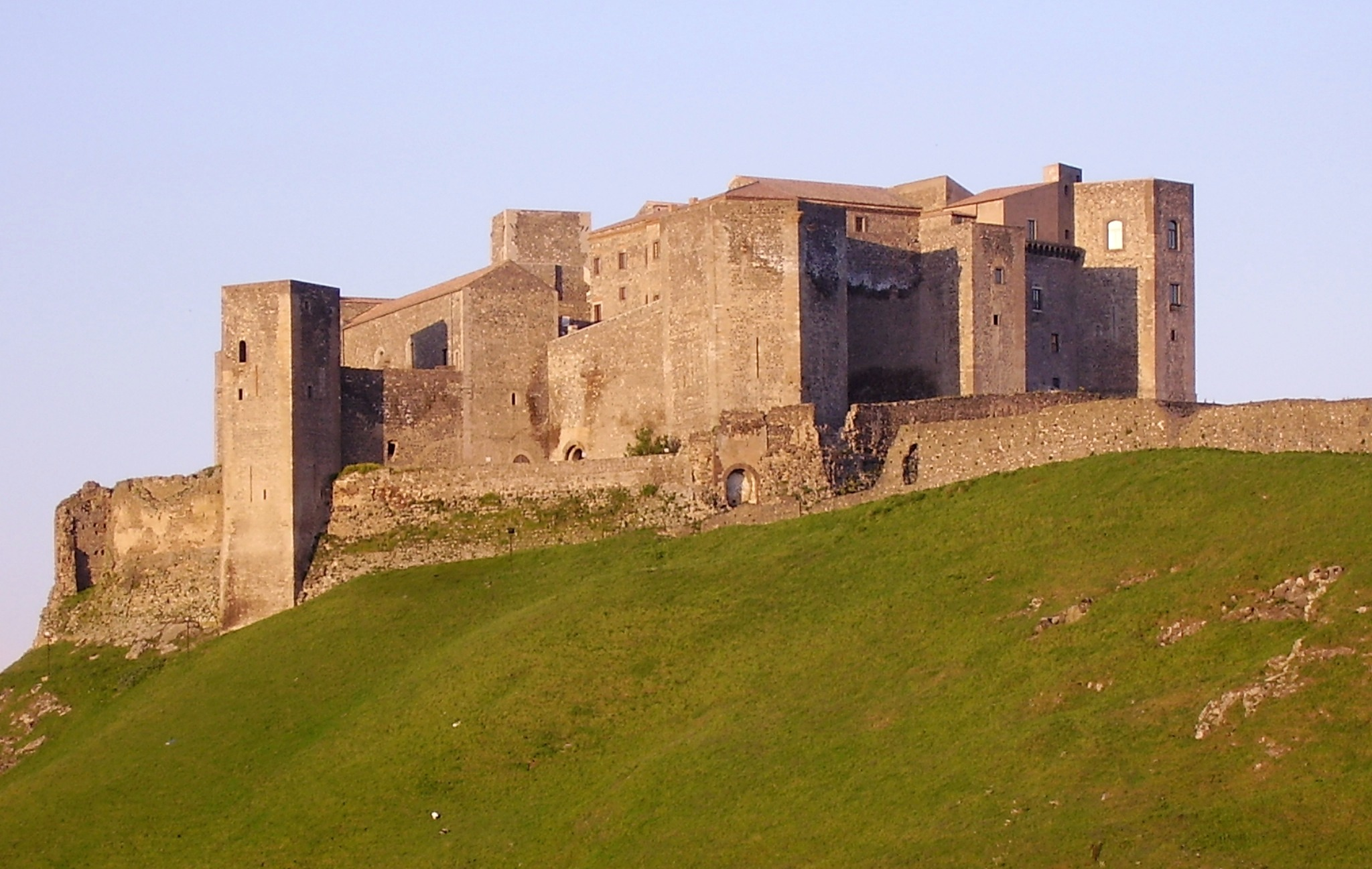
Castell de la ciutat de Melfi

El Ducat de la Pulla i Calàbria fou un estat al sud de la península Itàlica des del segle xi fins al segle xii.

## Comtat de la Pulla
El Comtat de la Pulla fou un estat normand fundat el 1043 per Guillem de Sicília de la dinastia Hauteville, conegut amb el nom de Guillem El Braç de ferro, a les actuals regions de Basilicata i Pulla, que havien sigut zones de domini de l'Imperi Romà d'Orient durant la Conquesta normanda de la Itàlia meridional. Tenia la capital a la ciutat de Melfi.

## Comtat de la Pulla i Calàbria
Guillem I d'Hauteville, que va arribar el setembre de 1042 a Melfi, va ser reconegut per tots els normands com a líder suprem. Es va dirigir a Guaimar IV, príncep llombard de Salern i Rainulf Drengot, comte d'Aversa, i els va oferir una aliança. Amb la unificació de les dues famílies normandes, Altavilla i Drengot, Guaimar va oferir el reconeixement oficial de les conquestes i al final de l'any, una assemblea de barons llombards i normands a Melfi es va reunir amb Rainulf i Guillem, que van acabar la guerra l'any següent (1043). En aquesta reunió, Guaimar IV de Salern va assegurar el domini dels Hauteville sobre Melfi. Guillem d'Hauteville va formar el segon nucli de les seves possessions i es va diferenciar de Rainulf I d'Aversa, cap dels territoris normands de Campània. Tots els barons presents van oferir un homenatge com a vassalls de Guaimar, el qual va reconèixer a Guillem I d'Hauteville com el primer a portar el títol de comte de la Pulla. Per lligar-se a si mateix, es va oferir a casar-se amb la seva neboda Guia, filla de Guy, duc de Sorrento. Guaimar va reconfirmar també el títol de comte a Rainulf, que va ser així reconegut com a comte d'Aversa.
Guillem va declarar que la primera capital del comtat, i la seu de la corona, seria Melfi, una ciutat que quedaria fora de la partició. Es va mantenir com a capital durant quaranta anys abans de traslladar-se a Salern: el centre de la ciutat estava dividit en dotze districtes, cadascun d'ells amb un palau i un vescompte que controlava la seva zona de la ciutat. L'any 1047 l'emperador Enric III va expulsar Guaimar IV d'aquests territoris i els va cedir a Drogo de Sicília, germà i successor de Guillem.
Posteriorment a les decisions del Concili de Melfi, signats el 23 d'agost de 1059 en aquesta ciutat, el papa Nicolau II nomenà Robert Guiscard Duc de la Pulla, Calàbria i Sicília, reconeixent així la futura conquesta de l'illa de Sicília per part d'aquest.

## Comtat de Sicília
El 1127 el ducat fou annexat al Comtat de Sicília, que gràcies a les accions de Roger I s'havia apoderat de l'Emirat de Sicília vers el 1060, per part de Roger II, sent nomenat posteriorment l'any 1130 rei de Sicília per l'antipapa Anaclet II.

## Llista de comtes i ducs
Comtes de la Pulla (1043-1059)
- 1043 - 1046: Guillem Braç de Ferro
- 1046- 1051: Drago I
- 1051- 1057: Umfred I
- 1057- 1059: Robert Guiscard

| Ducs de la Pulla i Calàbria (1059-1127) - 1059 - 1085: Robert Guiscard - 1085- 1111: Roger Borsa, fill de l'anterior - 1111- 1127: Guillem II, fill de l'anterior Comtes de Sicília (1071-1130) - 1071 - 1101: Roger I, germà de Robert Guiscard - 1101- 1105: Simó de Sicília, fill de l'anterior - 1105- 1127: Roger II, germà de l'anterior |

Ducs de la Pulla, Calàbria i Sicília
- 1127 - 1130: Roger II de Sicília, fill de Guillem II, el qual creà el Regne de Sicília el 1130